# SRSF9
SRSF9 (англ. Serine and arginine rich splicing factor 9) – білок, який кодується однойменним геном, розташованим у людей на короткому плечі 12-ї хромосоми. Довжина поліпептидного ланцюга білка становить 221 амінокислот, а молекулярна маса — 25 542.
| 10         |  | 20         |  | 30         |  | 40         |  | 50         |
| ---------- |  | ---------- |  | ---------- |  | ---------- |  | ---------- |
| MSGWADERGG |  | EGDGRIYVGN |  | LPTDVREKDL |  | EDLFYKYGRI |  | REIELKNRHG |
| LVPFAFVRFE |  | DPRDAEDAIY |  | GRNGYDYGQC |  | RLRVEFPRTY |  | GGRGGWPRGG |
| RNGPPTRRSD |  | FRVLVSGLPP |  | SGSWQDLKDH |  | MREAGDVCYA |  | DVQKDGVGMV |
| EYLRKEDMEY |  | ALRKLDDTKF |  | RSHEGETSYI |  | RVYPERSTSY |  | GYSRSRSGSR |
| GRDSPYQSRG |  | SPHYFSPFRP |  | Y          |  |            |  |            |

A: Аланін

C: Цистеїн

D: Аспарагінова кислота

E: Глутамінова кислота

F: Фенілаланін

G: Гліцин

H: Гістидин

I: Ізолейцин

K: Лізин

L: Лейцин

M: Метіонін

N: Аспарагін

P: Пролін

Q: Глутамін

R: Аргінін

S: Серин

T: Треонін

V: Валін

W: Триптофан

Кодований геном білок за функціями належить до репресорів, фосфопротеїнів. 
Задіяний у таких біологічних процесах, як процесинг мРНК, сплайсинг мРНК. 
Білок має сайт для зв'язування з РНК. 
Локалізований у ядрі.